# 크로아티아의 유럽 연합 가입

크로아티아는 유럽 연합에 28번째로 2013년 7월 1일 가입하였다. 크로아티아가 EU에 가입하면서 중앙유럽 자유 무역 협정(CEFTA)을 탈퇴하였다.